# Microsoft Certified Database Administrator
Microsoft Certified Database Administrator (MCDBA) – to główny certyfikat dla specjalistów implementujących systemy baz danych Microsoft SQL Server i administrujących takimi systemami. Jest on odpowiedni dla osób, które opracowują projekty fizycznej bazy danych i logiczne modele danych, tworzą fizyczne bazy danych oraz usługi danych przy użyciu mechanizmu Transact-SQL, zarządzają bazami danych i utrzymują je, monitorują i optymalizują bazy danych oraz instalują i konfigurują serwer Microsoft SQL Server.
Tytuł MCDBA należy do istniejącej generacji certyfikatów Microsoft.